# Ford Maverick (Europa)
 For alternative betydninger, se Ford Maverick. (Se også artikler, som begynder med Ford Maverick)
Ford Maverick var en kompakt SUV fra Ford Motor Company, som mellem starten af 1993 og midten af 2007 blev solgt i Europa. Frem til slutningen af 1998 blev bilen bygget hos Nissan Motor Ibérica i Spanien, hvorefter Ford selv byggede bilen i USA.
I sommeren 2007 blev Maverick taget af programmet i Europa, og afløst af Ford Kuga i foråret 2008.

## Maverick '93 (1993−1998)
Den første generation af Maverick kom på markedet i juni 1993 og var søstermodel til Nissan Terrano II. Begge modeller blev bygget af Nissan Motor i joint venture i Barcelona i Spanien. Maverick adskilte sig primært fra Terrano gennem mærkeemblemet. Bilen fandtes både med tre og fem døre og med en benzinmotor på 2,4 liter og dieselmotor på 2,7 liter.
I maj 1996 fik Maverick et mindre facelift, som kan kendes på de runde dobbelte forlygter og den forkromede kølergrill. Samtidig fik dieselmotoren ladeluftkøler og elektronisk motorstyring for at kunne overholde de dengang nye miljøkrav. Derved steg effekten fra 73 kW (99 hk) til 92 kW (125 hk). Desuden blev benzinmotoren neddroslet fra 91 kW (124 hk) til 87 kW (118 hk) for at kunne opfylde de nye miljøkrav.
Mens Nissan Terrano II blev kraftigt modificeret i foråret 2000, udgik Maverick allerede i december 1998.

### Tekniske data
|                                                | 2.4                                         | 2.4                                         | 2.7 TD                                      | 2.7 TD                                      |
| Byggeperiode                                   | 6/1993–4/1996                               | 5/1996–12/1998                              | 6/1993–4/1996                               | 5/1996–12/1998                              |
| Motordata                                      |                                             |                                             |                                             |                                             |
| Motortype                                      | R4-benzinmotor                              | R4-benzinmotor                              | R4-dieselmotor                              | R4-dieselmotor                              |
| Antal ventiler pr. cylinder                    | 3                                           | 3                                           | 2                                           | 2                                           |
| Ventilstyring                                  | OHC, kæde                                   | OHC, kæde                                   | OHV, tandhjul                               | OHV, tandhjul                               |
| Fødesystem                                     | Multipoint                                  | Multipoint                                  | Hvirvelkammer                               | Hvirvelkammer                               |
| Trykladning                                    | –                                           | –                                           | Turbolader                                  | Turbolader, ladeluftkøler                   |
| Køling                                         | Vandkøling                                  | Vandkøling                                  | Vandkøling                                  | Vandkøling                                  |
| Boring × slaglængde                            | 89,0 × 96,0 mm                              | 89,0 × 96,0 mm                              | 96,0 × 92,0 mm                              | 96,0 × 92,0 mm                              |
| Slagvolume                                     | 2389 cm³                                    | 2389 cm³                                    | 2664 cm³                                    | 2664 cm³                                    |
| Kompressionsforhold                            | 8,6:1                                       | 8,6:1                                       | 21,9:1                                      | 21,9:1                                      |
| Maks. effekt ved omdr./min.                    | 91 kW (124 hk) 5200                         | 87 kW (118 hk) 4800                         | 73 kW (99 hk) 4000                          | 92 kW (125 hk) 3600                         |
| Maks. drejningsmoment ved omdr./min.           | 197 Nm 4000                                 | 191 Nm 3200                                 | 221 Nm 2200                                 | 278 Nm 2000                                 |
| Kraftoverførsel                                |                                             |                                             |                                             |                                             |
| Drivende hjul                                  | Baghjulstræk med tilkobleligt firehjulstræk | Baghjulstræk med tilkobleligt firehjulstræk | Baghjulstræk med tilkobleligt firehjulstræk | Baghjulstræk med tilkobleligt firehjulstræk |
| Gearkasse                                      | 5-trins manuel                              | 5-trins manuel                              | 5-trins manuel                              | 5-trins manuel                              |
| Præstationer (3-dørs)                          |                                             |                                             |                                             |                                             |
| Topfart                                        | 160 km/t                                    | 160 km/t                                    | 145 km/t                                    | 155 km/t                                    |
| Acceleration 0-100 km/t                        | 13,2 sek.                                   | 13,7 sek.                                   | 19,0 sek.                                   | 15,7 sek.                                   |
| Brændstofforbrug pr. 100 km ved blandet kørsel | 11,8 liter Blyfri 91                        | 11,9 liter Blyfri 91                        | 9,9 liter Diesel                            | 10,1 liter Diesel                           |
| CO2-udslip ved blandet kørsel                  | 258 g/km                                    | 277 g/km                                    | 230 g/km                                    | 235 g/km                                    |
| Præstationer (5-dørs)                          |                                             |                                             |                                             |                                             |
| Topfart                                        | 160 km/t                                    | 160 km/t                                    | 145 km/t                                    | 155 km/t                                    |
| Acceleration 0-100 km/t                        | 14,0 sek.                                   | 14,3 sek.                                   | 19,9 sek.                                   | 16,7 sek.                                   |
| Brændstofforbrug pr. 100 km ved blandet kørsel | 12,3 liter Blyfri 91                        | 12,5 liter Blyfri 91                        | 10,1 liter Diesel                           | 10,5 liter Diesel                           |
| CO2-udslip ved blandet kørsel                  | 265 g/km                                    | 286 g/km                                    | 235 g/km                                    | 244 g/km                                    |

## Maverick '01 (2000−2007)
Efter en pause på næsten to år kom anden generation af Maverick på markedet i oktober 2000. Modellen var identisk med Mazda Tribute og Mercury Mariner.
For første gang blev bilen også markedsført i USA, og med mindre forskelle i forhold til den europæiske version solgt under navnet Ford Escape. I modsætning til forgængeren fandtes modellen kun med fem og ikke tre døre.
I august 2004 fik modellen et facelift, hvor den voksede i længde og højde. Samme år begyndte produktionen af Escape Hybrid, som dog kun blev solgt i Nordamerika og ikke i Europa.
Maverick udgik af produktion i juni 2007. Den i foråret 2008 introducerede Ford Kuga kan anses som sammenlignelig efterfølger.

### Tekniske data
|                                                | 2.0                                                    | 2.3                                                    | 3.0 V6                                                 | 3.0 V6                                                 |
| Byggeperiode                                   | 10/2000–7/2004                                         | 8/2004–6/2007                                          | 10/2000–7/2004                                         | 8/2004–6/2007                                          |
| Motordata                                      |                                                        |                                                        |                                                        |                                                        |
| Motortype                                      | R4-benzinmotor                                         | R4-benzinmotor                                         | V6-benzinmotor                                         | V6-benzinmotor                                         |
| Antal ventiler pr. cylinder                    | 4                                                      | 4                                                      | 4                                                      | 4                                                      |
| Ventilstyring                                  | DOHC, tandrem                                          | DOHC, kæde                                             | 2 × DOHC, kæde                                         | 2 × DOHC, kæde                                         |
| Fødesystem                                     | Multipoint                                             | Multipoint                                             | Multipoint                                             | Multipoint                                             |
| Trykladning                                    | –                                                      | –                                                      | –                                                      | –                                                      |
| Køling                                         | Vandkøling                                             | Vandkøling                                             | Vandkøling                                             | Vandkøling                                             |
| Boring × slaglængde                            | 84,8 × 88,0 mm                                         | 87,5 × 94,0 mm                                         | 89,0 × 79,5 mm                                         | 89,0 × 79,5 mm                                         |
| Slagvolume                                     | 1988 cm³                                               | 2261 cm³                                               | 2967 cm³                                               | 2967 cm³                                               |
| Kompressionsforhold                            | 9,6:1                                                  | 9,7:1                                                  | 10,0:1                                                 | 10,0:1                                                 |
| Maks. effekt ved omdr./min.                    | 91 kW (124 hk) 5300                                    | 110 kW (150 hk) 5700                                   | 145 kW (197 hk) 6000                                   | 149 kW (203 hk) 6000                                   |
| Maks. drejningsmoment ved omdr./min.           | 175 Nm 4500                                            | 200 Nm 4000                                            | 265 Nm 4750                                            | 262 Nm 4850                                            |
| Kraftoverførsel                                |                                                        |                                                        |                                                        |                                                        |
| Drivende hjul                                  | Forhjulstræk med automatisk tilkobleligt firehjulstræk | Forhjulstræk med automatisk tilkobleligt firehjulstræk | Forhjulstræk med automatisk tilkobleligt firehjulstræk | Forhjulstræk med automatisk tilkobleligt firehjulstræk |
| Gearkasse                                      | 5-trins manuel                                         | 5-trins manuel                                         | 4-trins automatisk                                     | 4-trins automatisk                                     |
| Præstationer                                   |                                                        |                                                        |                                                        |                                                        |
| Topfart                                        | 166 km/t                                               | 171 km/t                                               | 190 km/t                                               | 188 km/t                                               |
| Acceleration 0-100 km/t                        | 13,5 sek.                                              | 10,7 sek.                                              | 10,5 sek.                                              | 10,5 sek.                                              |
| Brændstofforbrug pr. 100 km ved blandet kørsel | 9,8 liter Blyfri 95                                    | 9,7 liter Blyfri 95                                    | 12,8 liter Blyfri 91                                   | 11,6 liter Blyfri 91                                   |
| CO2-udslip ved blandet kørsel                  | 234 g/km                                               |                                                        | 305 g/km                                               |                                                        |